# كيكي كارتر
كيكي كارتر (بالإنجليزية: Kiki Carter)‏ هي مغنية مؤلفة أمريكية، ولدت في 21 نوفمبر 1957 في غينزفيل في الولايات المتحدة.